# Варанус-Айленд – Дампір-Банбері
Варанус-Айленд — Дампір-Банбері — офшорний газопровід у Індійському океані, біля західного узбережжя Австралії.
У 1991-му почав роботу розташований на острові газопереробний завод Варанус-Айленд. Видачу підготованого тут товарного газу організували за допомогою трубопроводу завдовжки 99 кілометрів (з них 70 кілометрів офшорна частина) та діаметром 300 мм, який на материку під'єднали до компресорної станції № 1 трубопроводу Дампір – Банбері.
Надалі потужності ГПЗ істотно збільшили і для транспортування товарного газу проклали другу нитку діаметром 400 мм.